# Hoje à Noite (álbum de Calcinha Preta)
Hoje à Noite é o décimo primeiro álbum da banda de forró eletrônico Calcinha Preta, lançado no ano de 2004. O álbum reúne canções inéditas gravadas em estúdio e faixas ao vivo extraídas do DVD Ao Vivo em Salvador. Entre os principais destaques estão a faixa-título — versão em português de "Alone", da banda Heart —, além de "Baby Doll", "Hipnose" e "Morrendo de Desejo". O álbum conta com mais de 46 milhões de streams somente na plataforma de áudio Spotify.

## Lista de faixas
| N.º            | Título                                          | Compositor(es)                                         | Duração |  |
| 1.             | "Hoje à Noite" (Alone)                          | Billy Steinberg, Tom Kelly (versão: Nelson Nascimento) | 3:33    |  |
| 2.             | "Hipnose"                                       | Chrystian Lima, Beto Caju                              | 4:16    |  |
| 3.             | "Não Tenho Nada" (All Through the Night)        | Jules Shear (versão: Gilton Andrade)                   | 3:41    |  |
| 4.             | "Baby Doll"                                     | Louro Santos                                           | 2:55    |  |
| 5.             | "Eu Quero e Gozar a Vida"                       | Gilton Andrade, Chrystian Lima                         | 3:05    |  |
| 6.             | "Morrendo de Desejo"                            | Chrystian Lima, Ivo Lima                               | 4:47    |  |
| 7.             | "Ânsia"                                         | Esdras                                                 | 3:58    |  |
| 8.             | "Meu Amor Não Vá" (I Won't Let You Down)        | Jim Diamond, Tony Hymas (versão: Gilton Andrade)       | 4:42    |  |
| 9.             | "Quem Sabe um Dia" (Angel)                      | Jon Secada, Miguel Morejon (versão: Gilton Andrade)    | 3:51    |  |
| 10.            | "Vem Ver a Calcinha Preta"                      | Gilton Andrade                                         | 3:49    |  |
| 11.            | "Te Quero Namorar"                              | Gilton Andrade                                         | 4:25    |  |
| 12.            | "Por que te Amo?" (Pride 'In The Name Of Love') | Bono Vox (versão: Gilton Andrade)                      | 3:56    |  |
| 13.            | "Por Amor"                                      | Chrystian Lima, Ivo Lima                               | 3:42    |  |
| 14.            | "Seu Namorado"                                  | Binho Albuquerque                                      | 3:54    |  |
| 15.            | "Amor da Minha Vida"                            | Chrystian Lima                                         | 3:54    |  |
| Duração total: | Duração total:                                  | Duração total:                                         | 58:28   |  |

## Ficha técnica

### Vocalistas
- Daniel Diau, Berg Rabelo, Paulinha Abelha, Raied Neto

### Músicos
- Baterias: Roberto César / Petta
- Baixo: Gilson Batata
- Guitarras: Chrystian Lima / Clóves
- Violão: Chrystian Lima
- Teclados: Jairo Lima / Petta
- Percussões: Muzenza / Petta
- Acordeons: Alex / Missinho
- Vocais: Marilda / Nurimar / Íris

### Bailarinos
- Viktor
- Débora
- Júnior
- Hilda
- Rogério
- Maristela
- Nando
- Renata